# Ardhendu Bhushan Bardhan
Ardhendu Bhushan Bardhan, o AB Bardhan (marathi: अर्धेन्दु भूषण वर्धन; 25 de septiembre de 1924-2 de enero de 2016), fue el secretario general del Partido Comunista de la India (CPI), uno de los partidos políticos más antiguos de la India, desde 1996 hasta 2012.

## Primeros años
Bardhan nació en Barisal, Presidencia de Bengala, la India británica (ahora Bangladés) el 25 de septiembre de 1924. Adoptó el comunismo a la edad de 15 años después de que él se mudó a Nagpur. Se unió a la Federación de todos los estudiantes de la india de la Universidad de Nagpur en 1940. Se afilió al Partido Comunista de la India (que luego fue prohibido), el mismo año. Él sirvió como el presidente del Sindicato de Estudiantes Universitarios Nagpur '. Bardhan realizó un postgrado en Economía y Licenciado en Derecho.